# Галли, Антонио Андреа
Антонио Андреа Галли (итал. Antonio Andrea Galli; 30 ноября 1697, Болонья, Папская область — 24 марта 1767, Рим, Папская область) — итальянский куриальный кардинал и латеранский каноник. Великий пенитенциарий с 21 июня 1755 по 24 марта 1767. Префект Священной Конгрегации Индекса с 1 февраля 1757 по 24 марта 1767.  Камерленго Священной Коллегии кардиналов с 24 января 1763 по 20 февраля 1764. Кардинал-священник с 26 ноября 1753, с титулом церкви Санти-Бонифачо-э-Алессио с 10 декабря 1753 по 23 мая 1757. Кардинал-священник с титулом церкви Сан-Пьетро-ин-Винколи с 23 мая 1757.